# António de Oliveira Salazar
António de Oliveira Salazar   (Vimieiro (Santa Comba Dão), 28 d'abril de 1889 - Lisboa, 27 de juliol de 1970) fou un professor universitari, estatista i dictador portuguès. Ministre de finances entre 1928 i 1932, entre aquest any i 1968 va dirigir els destins del país com a dictador, amb el títol de President del Consell. El 1951, després de la mort del mariscal Carmona, exerceix també interinament el càrrec de president de la República.
El 1968, en un accident domèstic, va caure i va patir danys cerebrals. Fou apartat del govern pel President de la República i substituït per Marcelo Caetano. Fins a la seva mort el 1970, els qui tractaven diàriament amb ell li feien creure que encara governava el país, fins i tot després d'haver assumit el govern Caetano.
El règim militar, però, no li sobrevisqué gaires d'anys: la Revolució dels Clavells del 25 d'abril de 1974 provocà la caiguda de la dictadura que dominava el país des de 1926. El final d'aquest règim, conegut des de 1933 com a Estat Nou (Estado Novo), va permetre que les darreres colònies portugueses aconseguissin la seva independència després d'una llarga guerra colonial contra la metròpoli.

## Biografia

### Primera República

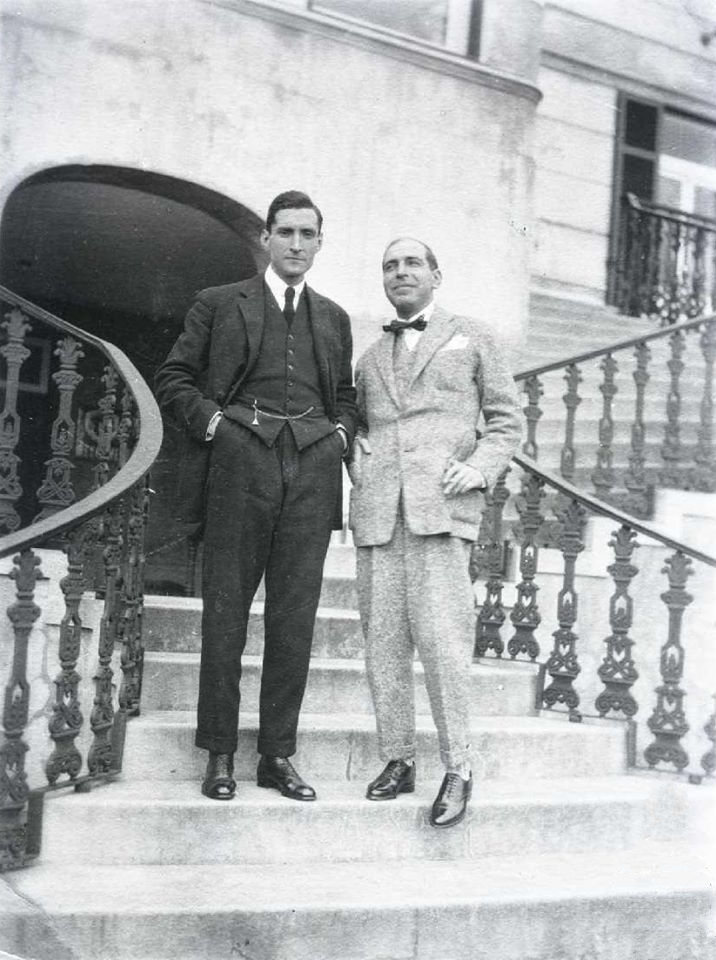
Salazar (esq) amb el seu amic Mário de Figueiredo, qui ocuparia diferents ministeris durant la dictadura, 1925.

Salazar va ser alumne del seminari de Viseu, dels 11 als 18 anys. Durant el seu últim any va tenir lloc el regicidi, que posà fi a la vida de Carles I de Portugal i l'hereu Lluís Felip de Bragança (1908). Fou quan Salazar va començar a involucrar-se en política, escrivint articles contraris als moviments republicans (responsables del magnicidi) i en defensa de la monarquia, l'església i els valors conservadors. Entre 1910 i 1914 va graduar-se en Dret a la Universitat de Coïmbra i va entrar a formar part del claustre de la facultat de Ciències Econòmiques, abans de doctorar-se el 1918.
La seva primera presa de contacte amb la política nacional va tenir lloc el 1921. Va guanyar una plaça de Diputat en les eleccions de juliol, de la ma del Centre Catòlic Portuguès. No obstant, els fets de la Nit Sagnant, el 19 d'octubre, van dur al tancament de la Cambra i Salazar no va tornar a candidatar-se.
La Primera República de Portugal (1910-1926) va resultar un fracàs: la moneda va perdre 33 cops el seu valor, el cost de vida es va multiplicar per 125, en 16 anys es van succeir 8 presidents i 44 gabinets diferents i els atemptats i assassinats polítics eren habituals. Així, quan l'exèrcit va aixecar-se en armes (Braga, 28 de maig), va rebre el suport de bona part de la ciutadania i Bernardino Machado, President de la República, va nomenar com a Primer ministre al militar José Mendes Cabeçadas. El juny, el govern militar li va oferir la cartera de Finances, però Salazar va dimitir 13 dies després.

### Dictadura Nacional
Amb l'elecció d'Óscar Carmona com a nou President de la República l'abril de 1928, António Salazar rep de nou la Cartera d'economia. Aquest cop, se li concedeix també el control financer de la resta de ministeris. Impulsa un paquet de mesures de gran austeritat i aconsegueix, per primer cop en dècades, assolir un superàvit en les balances de l'exercici 1928-29.

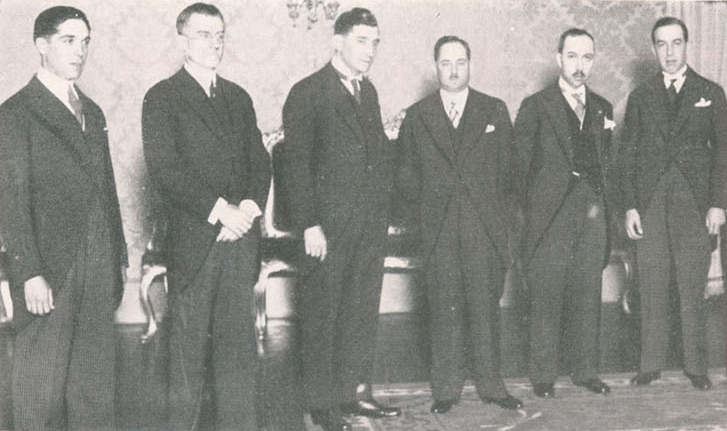
Primer gabinet de Salazar (3r per l'esq.), 1932.

L'estiu de 1929 es produeix una crisi en el govern de Carmona, i Salazar i Figueiredo (ministre de Justícia) presenten la dimissió. Carmona, per retenir a Salazar, nomena un nou Primer Ministre: Artur Ivens Ferraz.
El poder polític del seminarista s'anava fent més i més gran, fins que el 5 de juliol de 1932 és proclamat nou President del Consell de Ministres, càrrec que no abandonaria fins l'accident que l'apartaria de la vida política, l'any 1968.

### Estado Novo
La seva primera gran tasca va ser redactar l'esborrany d'una nova Constitució. L'any 1933 s'aprova en un sufragi polèmic on les abstencions, els vots nuls i en blanc van computar-se com vots a favor. Així naixia l'Estat nou, una dictadura antiliberal, anticomunista, corporativista, autòcrata i autoritària.

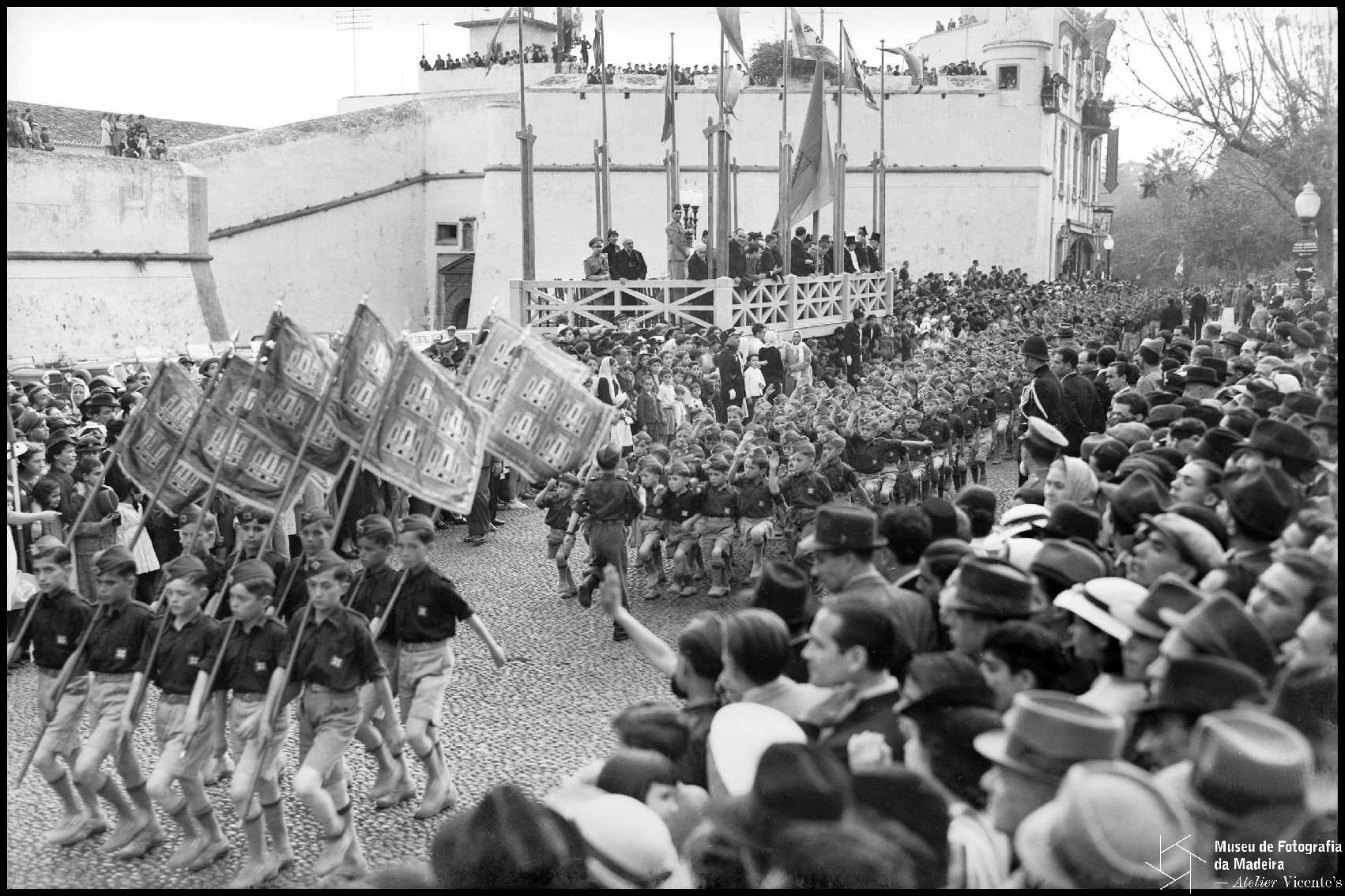
Desfilada de lusitos, membres de la Mocidade Portuguesa (1939).

Inspirat en el feixisme alemany i italià i en la doctrina cristiana (en encícliques com Rerum Novarum o Quadragesimo Anno), estableix un partit únic (União Nacional) i un organisme sindical unificat (Câmara Corporativa), instaura la policia política (la PVDE, reanomenada PIDE), crea el Secretariat Nacional de Propaganda i deixa el Parlament amb atribucions merament testimonials. Inspirat en les Joventuts Hitlerianes, va crear la Mocidade Portuguesa, de caràcter obligatori entre els 7 i els 14 anys. Poc després funda la Legião Portuguesa, una organització paramilitar del govern per combatre l'amenaça anarcocomunista.

No obstant, Salazar va imposar un règim sobri, allunyat de les demostracions populars de Hitler o Mussolini, a qui titllava de totalitaristes. Va fer front a líders sindicalistes afins al nazisme, com Francisco Rolão Preto, cap dels camises blaves, qui es va haver d'exiliar, traslladant-se a Madrid. Allà va col·laborar amb Primo de Rivera en la fundació de la Falange.

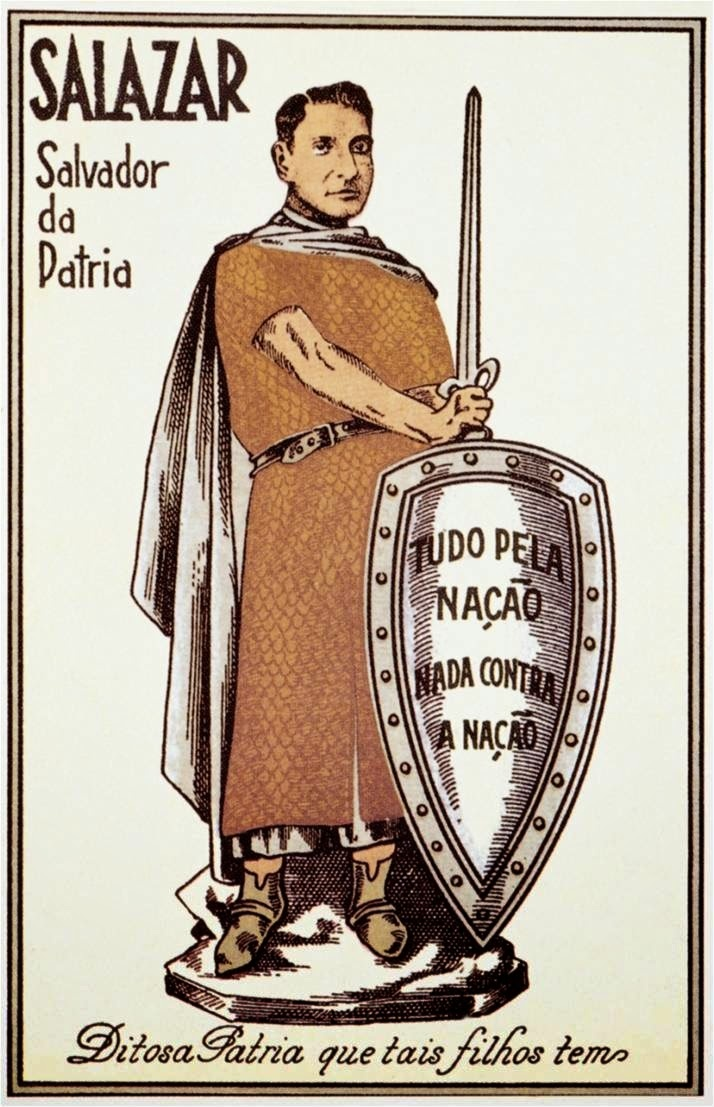
La propaganda va dibuixar Salazar caracteritzat com el primer monarca portuguès, Alfons I.

El 4 de juliol de 1937, Salazar pateix un atemptat bomba, del que surt il·lès. L'autor material, Emídio Santana, fundador del Sindicat Nacional dels Metal·lúrgics, va fugir al Regne Unit, on va ser empresonat i extradit a Portugal. Fou condemnat a 16 anys de presó. La propaganda portuguesa va aprofitar per atribuir un caràcter messiànic a la figura del dictador.

#### Relacions Portugal - Espanya

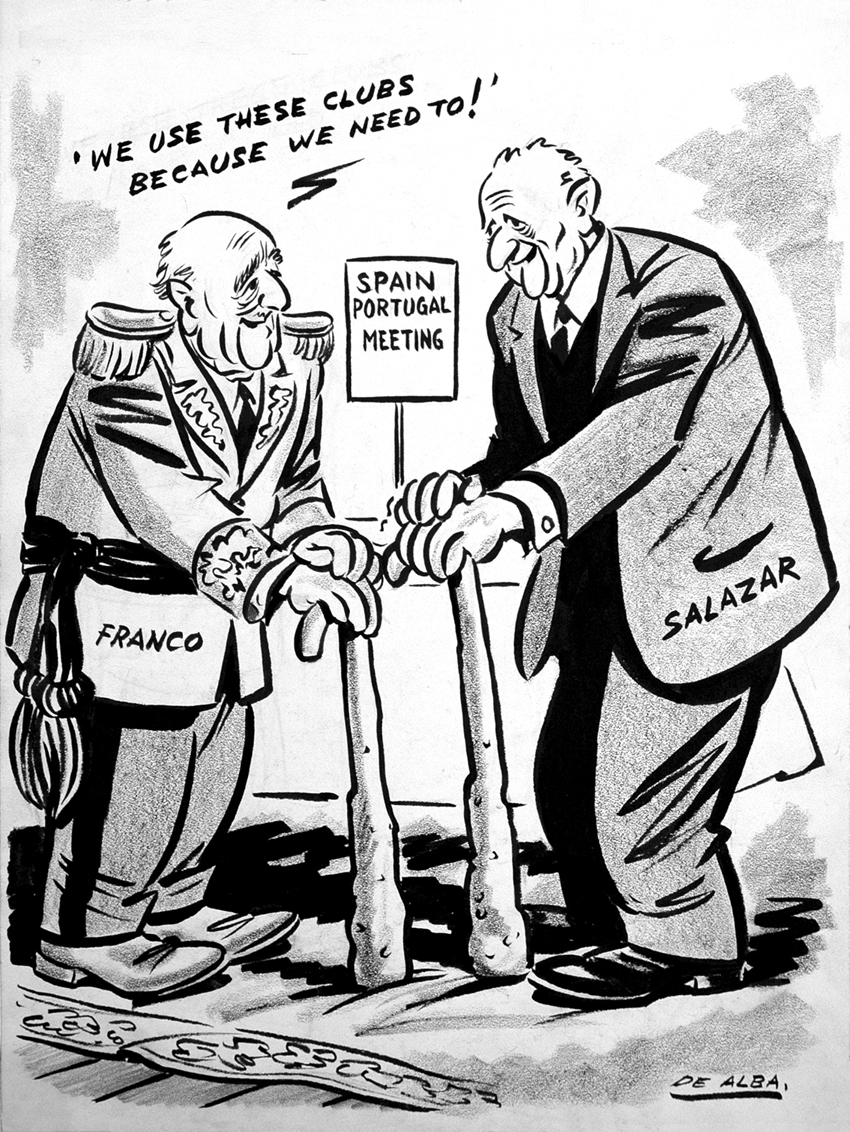
Vinyeta sobre les relacions luso-espanyoles: «Fem servir aquests bastons perquè els necessitem».

Quan va esclatar la Guerra Civil espanyola, el govern salazarista va mostrar el seu recolzament als colpistes. Un cos de voluntaris portuguesos, els viriatos, van combatre amb el bàndol nacional. Salazar també va ser una de les veus decisives que va allunyar Franco de l'Eix, garantint la neutralitat ibèrica en la Segona Guerra Mundial. Davant de la capitulació de França i l'avanç de les tropes alemanyes cap als Pirineus, Salazar va voler assegurar-se que Espanya compliria el Pacte Ibèric, en cas que entrés en combat i volgués envair els seus veïns.
En una entrevista concedida a Le Figaro, el Caudillo va dir de Salazar: «Si em pregunto qui és l'home d'Estat més complet, el més respectable d'entre tots els que he conegut, diré: Salazar. Heus aquí un personatge extraordinari, per la seva intel·ligència, el sentit polític, la humanitat. El seu únic defecte és, potser, la modèstia».

### Segona Guerra Mundial
Salazar rebutjava l'expansionisme i l'antisemitisme del III Reich. Creia que si Hitler s'imposava a Europa, suposaria un risc per la sobirania dels països perifèrics, poc industrialitzats. A més, alinear-se amb Berlín hauria suposat una declaració de guerra per part de Londres, aliat històric des de feia sis segles i que hauria posat en risc les possessions colonials que Portugal encara mantenia a ultramar. Mentre defensava la neutralitat del país, Salazar va haver de fer front les pressions d'ambdues parts. Un exemple fou la protesta dels aliats per les exportacions de volframi a Alemanya, exigint que s'obrís la venda a Gran Bretanya i els Estats Units i que el govern portuguès va tallar d'arrel suspenent el comerç del mineral. D'altra banda, Gran Bretanya va exercir la seva antiga aliança per ubicar una base militar a les Açores, dret que Portugal va estendre als EUA, a canvi d'armament, recuperar el control de Timor i no involucrar-se en la sobirania portuguesa sobre les colònies.
Quant als jueus, amb l'ascens del nazisme al govern alemany, Salazar va donar ordre a les ambaixades i consolats de defensar els interessos de tots els ciutadans portuguesos, incloent explícitament els jueus. Aquesta política va quedar enterbolida per les pressions dels germans. Amb l'augment de la repressió nazi i l'inici de la Guerra, les sol·licituds d'asil a Portugal es van disparar. El govern va signar la Circular nº 14, exigint que totes les peticions fossin aprovades per la PVDE, el que alentia enormement el procés. A més, els sol·licitants que no tinguessin la nacionalitat portuguesa havien d'aportar un passatge de sortida de Portugal. Va fer-se conegut el cas d'Aristides de Sousa Mendes, qui va extralimitar-se expedint milers de visats per fugir de França cap a Portugal, saltant-se les ordres ministerials, i que va acabar sent expulsat del cos diplomàtic portuguès. Entre les persones salvades per Mendes es trobaven Salvador i Gala Dalí.

### Post-guerra
Salazar va practicar una sèrie de moviments aperturistes. El setembre de 1945 va dissoldre l'Assemblea Nacional i va convocar eleccions bipartidistes pel novembre, motiu pel qual es va crear el partit Movimento de Unidade Democrática. El MUD va demanar l'ajornament dels comicis, al·legant poc temps per preparar-se. Salazar va negar-se i el MUD va anunciar que finalment no es presentaria. La PIDE va represaliar els integrants de les llistes del MUD i el partit va ser il·legalitzat dos anys després. En les següents eleccions es van succeir les actituds totalitaristes del salazarisme i les acusacions de frau electoral per part dels opositors, mentre el règim romania ferm al poder. Arran dels disturbis entre la policia i els opositors, favorables al candidat de 1958 Humberto Delgado, Salazar va decidir eliminar el sufragi directe per escollir el President de la República, passant a ser una elecció de l'Assamblea Nacional.
A l'exterior es considerava que el salazarisme era una dictadura de perfil baix i Portugal va ser acceptat sense recances com a membre fundador de l'OTAN (1949) o l'EFTA (1960). No va passar igual amb l'ONU, ja que l'URSS i Polònia van vetar-ne l'entrada com a membre fundacional i no es va concretar la incorporació fins al 1955.
L'any 1961 va tenir lloc la invasió de les darreres colònies portugueses a l'Índia, el que va comportar que Salazar trenqués les relacions diplomàtiques amb l'antiga colònia britànica. També aquell any va iniciar-se la guerra colonial portuguesa, entre les Forces Armades Portugueses i les forces organitzades pels moviments d'alliberament de les antigues colònies portugueses d'Angola, Guinea-Bissau i Moçambic. Després de l'adhesió de Portugal a l'ONU, Salazar havia volgut frenar els moviments anticolonialistes d'ultramar, iniciant un programa per millorar els serveis, construint hospitals, inaugurant les primeres universitats i millorant la xarxa de carreteres.

### Accident i mort

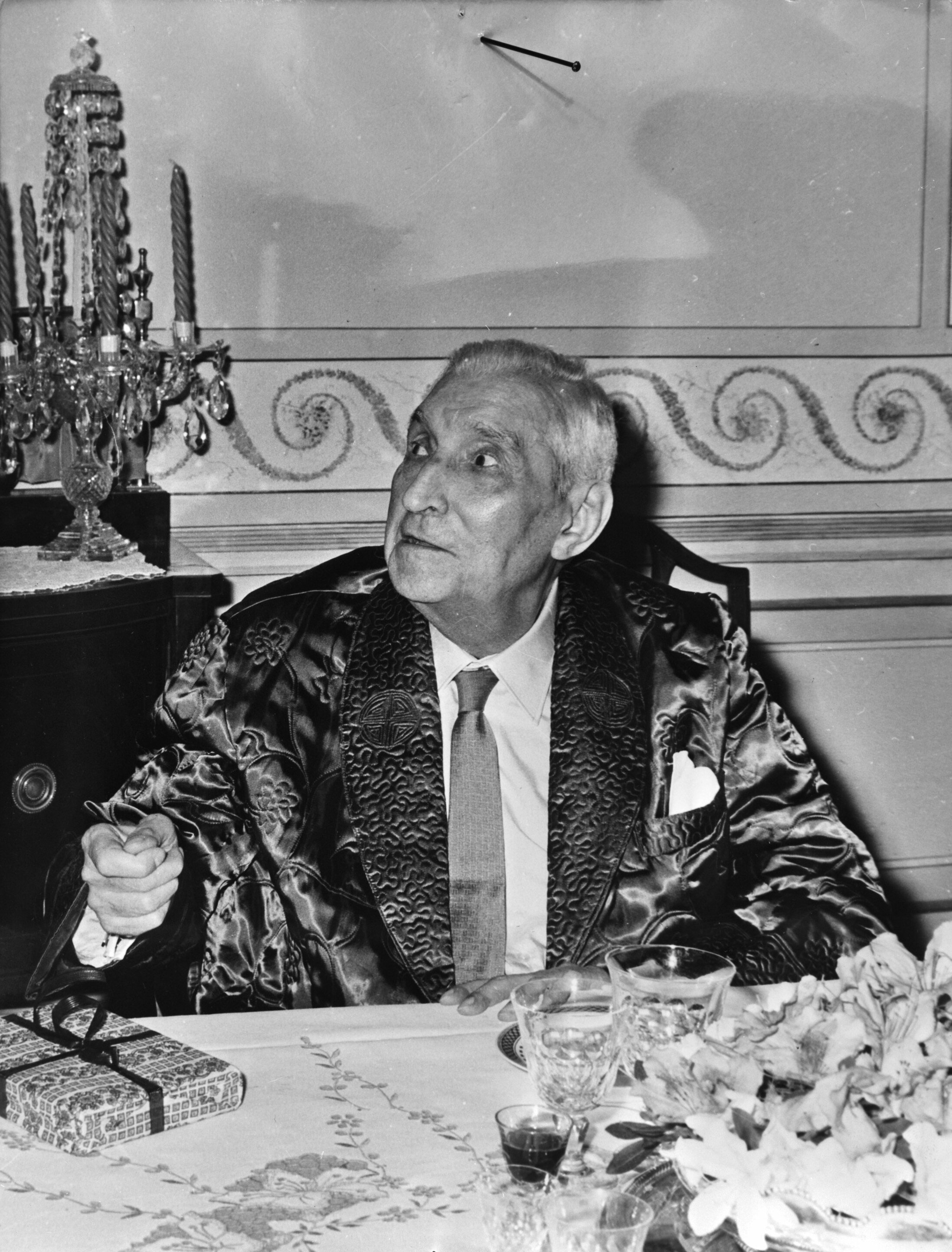
Salazar en la festa del seu 80è aniversari (1969).

El 3 d'agost de 1968, António Salazar va patir una caiguda accidental a la residència del Forte de Santo António (Estoril), on passava les vacances d'estiu. Va donar-se un fort cop al cap, però no va perdre el coneixement i no va necessitar d'assistència mèdica. El Primer ministre va continuar amb la seva agenda, va enllestir la configuració d'un nou gabinet, consumada el 19 d'agost i va participar de la primera reunió del Consell de ministres, el 3 de setembre. El seu estat físic havia empitjorat gradualment, fins que el dia 6 va ser dut a l'hospital per ser examinat en profunditat.
Se sotmet a una intervenció d'urgència l'endemà, on es detecta un hematoma intracranial. La recuperació a l'Hospital de la Creu Roja era satisfactòria, però el dia 16 va patir un accident vascular cerebral (hemorràgia interna de l'hemisferi dret del cervell), entrant en coma i precisant de respiració assistida. Davant la improbable recuperació de Salazar, el President de la República Américo Tomás va decidir nomenar un nou cap de govern: Marcelo Caetano, que prendria possessió del càrrec el 27 de setembre.
Salazar surt del coma, però té greus seqüeles com pèrdua de memòria recent o hemiplegia. Fins al 5 de febrer de 1969 no va sortir de l'hospital. Fou portat al Palacete de São Bento, la seva residència oficial. Tot i que havia sigut deposat, els metges van creure convenient no donar-li la notícia i, fins a la seva mort, Salazar va creure que seguia sent el Primer ministre.
El 27 de juliol de 1970, víctima d'una embòlia pulmonar, va finar a São Bento. El Govern va decretar quatre dies de dol, que van concloure el dia 30, amb el funeral que tingué lloc als Jerònims. António Salazar va ser sepultat al costat dels seus pares, a la seva localitat natal de Vimieiro.

## Guardons
- Orde militar de Sant'Iago da Espada (1929).[49]
- Doctor Honoris Causa per la Universitat d'Oxford (1941).[50]
- Orde de l'Infant Dom Henrique (1968).[49]